# ハッランド級駆逐艦
| ハッランド級駆逐艦       | ハッランド級駆逐艦                       | ハッランド級駆逐艦       |
| ------------------------ | ---------------------------------------- | ------------------------ |
|                          |                                          |                          |
| 1974年、洋上のハッランド |                                          |                          |
| 艦級概要                 |                                          |                          |
| 艦種                     | 駆逐艦                                   | 駆逐艦                   |
| 艦名                     | スウェーデンの地方                       | スウェーデンの地方       |
| 前級                     | エーランド級                             | エーランド級             |
| 次級                     | エステルイェートランド級                 | エステルイェートランド級 |
| 諸元                     |                                          |                          |
| 排水量                   | 基準: 2,630 t                            | 基準: 2,630 t            |
| 排水量                   | 満載: 3,600 t                            |                          |
| 全長                     | 121 m                                    | 121 m                    |
| 全幅                     | 12.6 m                                   | 12.6 m                   |
| 深さ                     | 5.5 m                                    | 5.5 m                    |
| 機関                     | ボイラー (41 kgf/cm², 420℃)              | 2缶                      |
| 機関                     | 蒸気タービン (29,000 hp (22 MW))         | 2基                      |
| 機関                     | スクリュープロペラ                       | 2軸                      |
| 速力                     | 35ノット                                 | 35ノット                 |
| 航続距離                 | 3,000海里 (20kt巡航時)                   | 3,000海里 (20kt巡航時)   |
| 航続距離                 | 445海里 (35kt巡航時)                     |                          |
| 乗員                     | 290名                                    | 290名                    |
| 兵装                     | M/50 50口径120mm連装自動砲               | 2基                      |
| 兵装                     | M/50 60口径57mm連装砲                    | 1基                      |
| 兵装                     | M/48 70口径40mm単装機銃                  | 6基                      |
| 兵装                     | M/50 375mm対潜ロケット発射機             | 2基                      |
| 兵装                     | RB 08A SSM連装発射筒                     | 1基                      |
| 兵装                     | 533mm魚雷発射管 (5連装×1基＋3連装×1基)   | 8門                      |
| 兵装                     | 機雷敷設装置                             |                          |
| レーダー                 | LW-03 対空捜索用 ※後日撤去               | 1基                      |
| レーダー                 | スキャンター009 航法用                   | 1基                      |
| レーダー                 | M20 低空警戒/砲射撃指揮用                | 1基                      |
| レーダー                 | M45 砲射撃指揮用 ※9LV 200 Mk.2に後日換装 | 1基                      |
| ソナー                   | 捜索用×1基＋攻撃用×1基                   | 捜索用×1基＋攻撃用×1基   |
| 電子戦                   | 103mmデコイ発射機                        | 6基                      |

ハッランド級駆逐艦（ハッランドきゅうくちくかん、スウェーデン語: Jagare typ Halland; Hallandsklass）は、スウェーデン海軍が運用していた駆逐艦の艦級。4隻が計画され、2隻が建造されたほか、コロンビア海軍向けにも発展型2隻が建造されている。

## 来歴
本級は、中立国スウェーデンが領海侵犯に対する警備用として建造したものである。まず1948年11月19日、2隻の建造が承認され、ヨーテボリに所在する2ヶ所の造船所にそれぞれ発注された（「ハッランド」はイェータヴェルケン造船所、「スモーランド」はエリクスベリス・メカニスカ・ヴェルクスタッズ造船所）。1955年には「ラップランド」（HMS Lappland）と「ヴェルムランド」（HMS Värmland）も追加発注されたが、これは1958年にキャンセルされている。

## 設計
船型としては船首楼型を採用した。主ボイラーとしてはベノー式の蒸気圧力40 kgf/cm²、蒸気温度420℃の缶を、また蒸気タービンとしてはド・ラヴァル式の出力29,000 hp (22 MW)の機関を搭載していた。
当初艦対艦ミサイルとしては試作ミサイルであるRB 315を装備していた。その後、1964年にRB 08Aが完成したのに伴って、「スモーランド」は1966年、「ハッランド」は1967年に、それぞれ換装を行っている。これにより、旧東側諸国を除いて初の艦対艦ミサイルを装備した駆逐艦となっている。なお、RB 315の装備を艦対艦ミサイルの配備とするならば世界初とも解釈できるが、RB 08を基準とすると、就役前の1957年からP-1（SS-N-1「スクラバー」）を装備して公試を行い、1958年に就役した「ベドーヴイ」が先行する。
主砲としては、ボフォース社製の自動砲であるM/50 50口径120mm連装砲（発射速度40発/分）を艦首の船首楼甲板上および艦尾甲板に1基ずつ設置していた。また高角砲としてはM/50 60口径57mm連装砲（発射速度130発/分）を艦橋直前の甲板室上に搭載するほか、M/48 70口径40mm単装機銃6基を各所に搭載していた。建造当初は、対空レーダーとしてLW-03、射撃指揮装置としてM20およびM45を搭載していたが、このうちM20には目標捕捉機能が付与されていた。その後、LW-03およびM45とバーターに9LV 200 Mk.2が搭載された。
なお、対潜兵器として搭載されたM/50 375mm 4連装対潜ロケット発射機は、オランダのホラント級に続いて2例目の採用となった。

## 配備
「ハッランド」は1962年と1969年、「スモーランド」は1964年と1967年に改装が行われている。
| 運用国           | #    | 艦名                                 | 起工        | 進水            | 就役            | 退役他                          |
| ---------------- | ---- | ------------------------------------ | ----------- | --------------- | --------------- | ------------------------------- |
| スウェーデン海軍 | J 18 | ハッランド HMS Halland               | 1951年      | 1952年 7月16日  | 1955年 6月8日   | 1982年 9月22日 退役             |
| スウェーデン海軍 | J 19 | スモーランド HMS Småland             | 1951年      | 1952年 10月23日 | 1956年 1月12日  | 1985年除籍 博物館船として公開。 |
| コロンビア海軍   | D 06 | シエテ・デ・アゴスト ARC 7 de Agosto | 1955年 11月 | 1956年 6月19日  | 1958年 10月31日 | 1986年廃棄                      |
| コロンビア海軍   | D 05 | ベインテ・デ・フリオ ARC 20 de Julio | 1955年 12月 | 1956年 6月26日  | 1958年 6月15日  | 1984年廃棄                      |

## ギャラリー

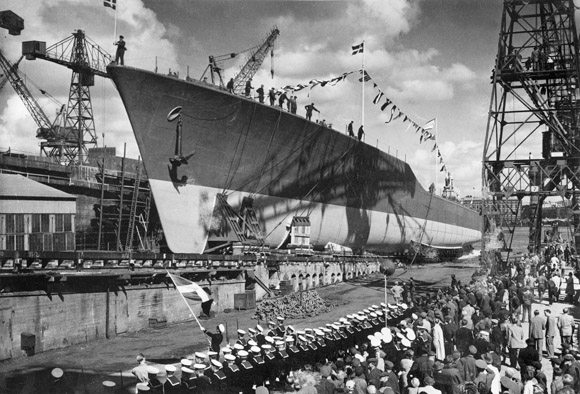
進水するハッランド
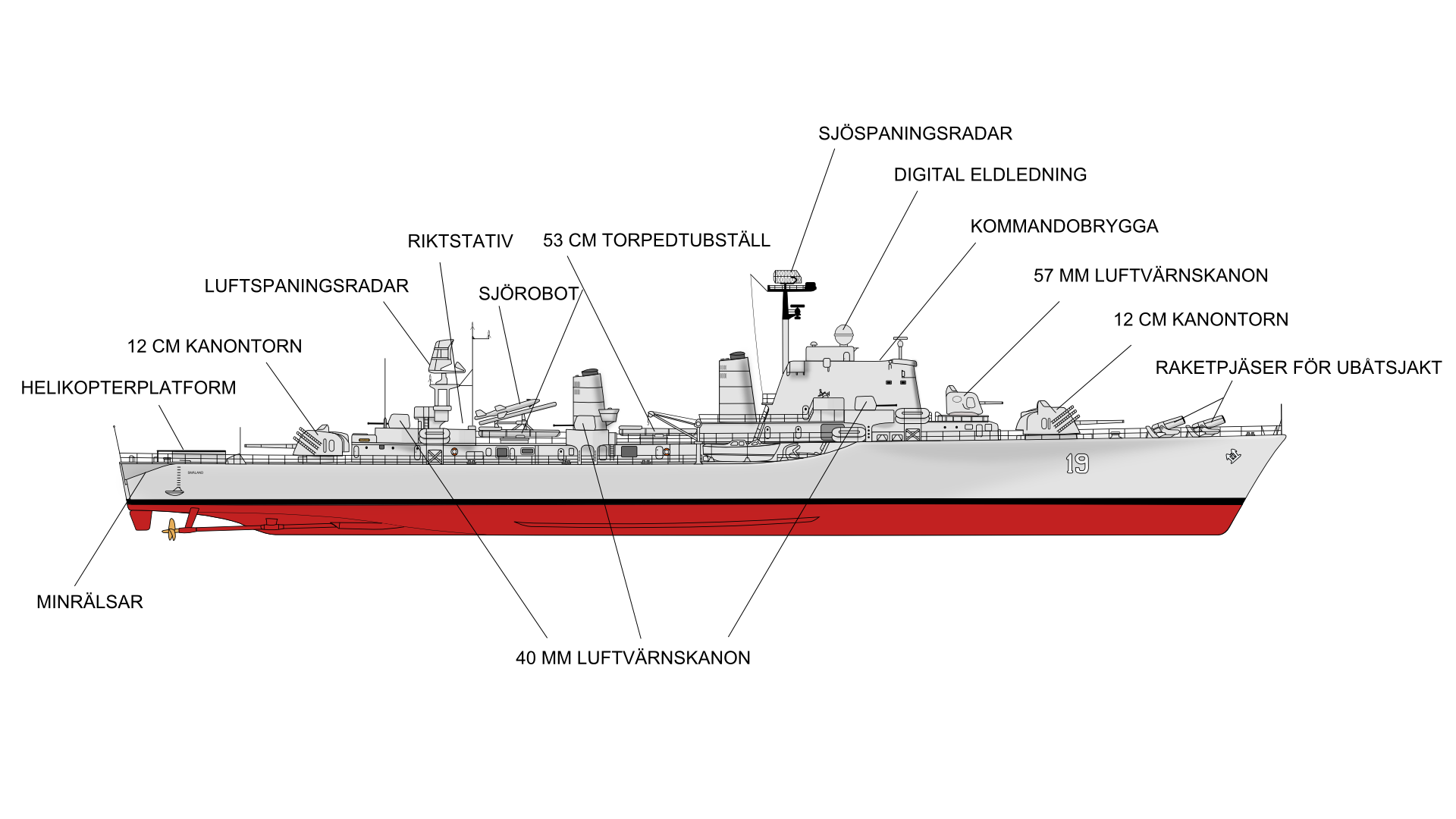
スモーランド側面図
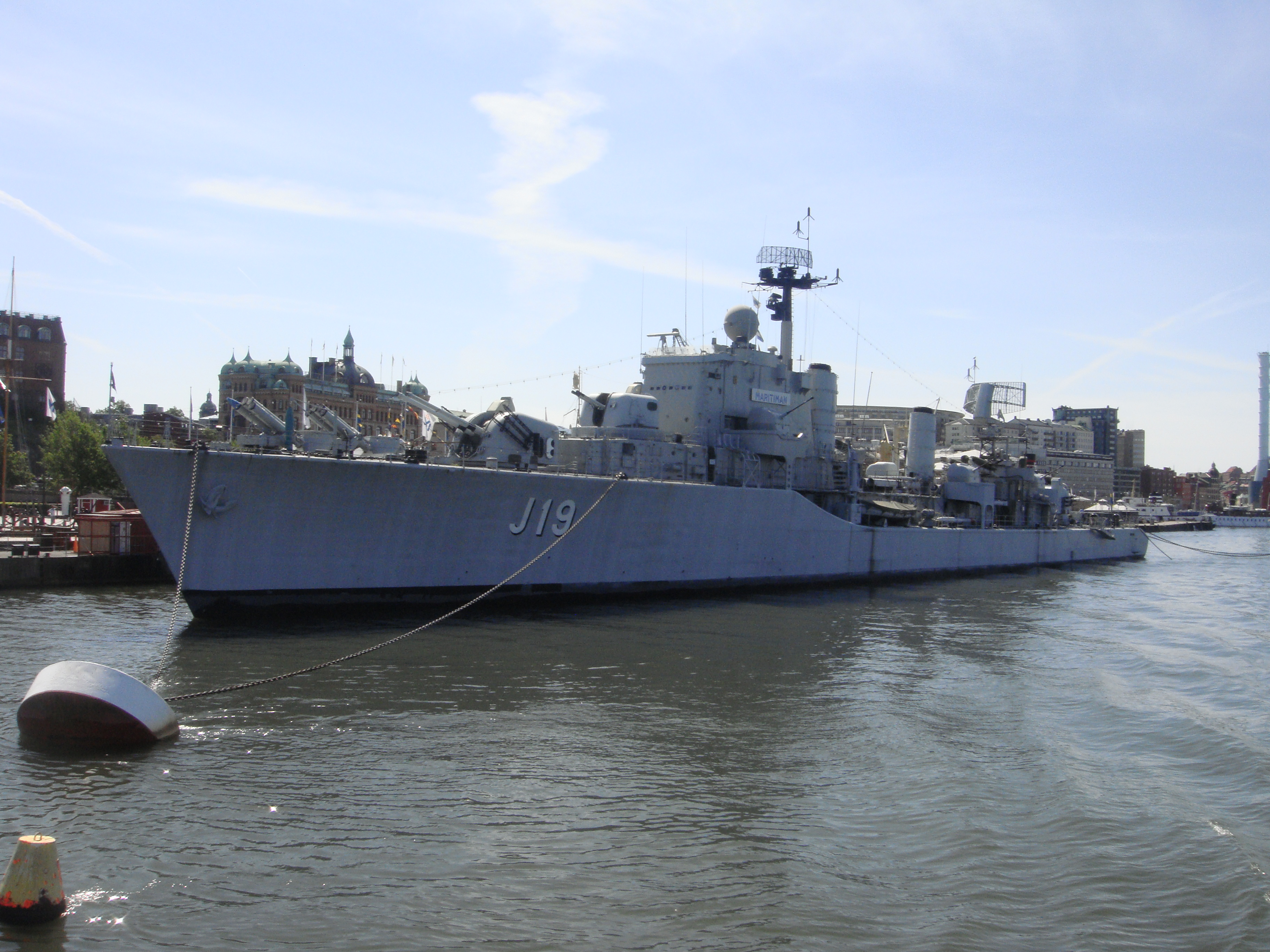
博物館船として展示中のスモーランド
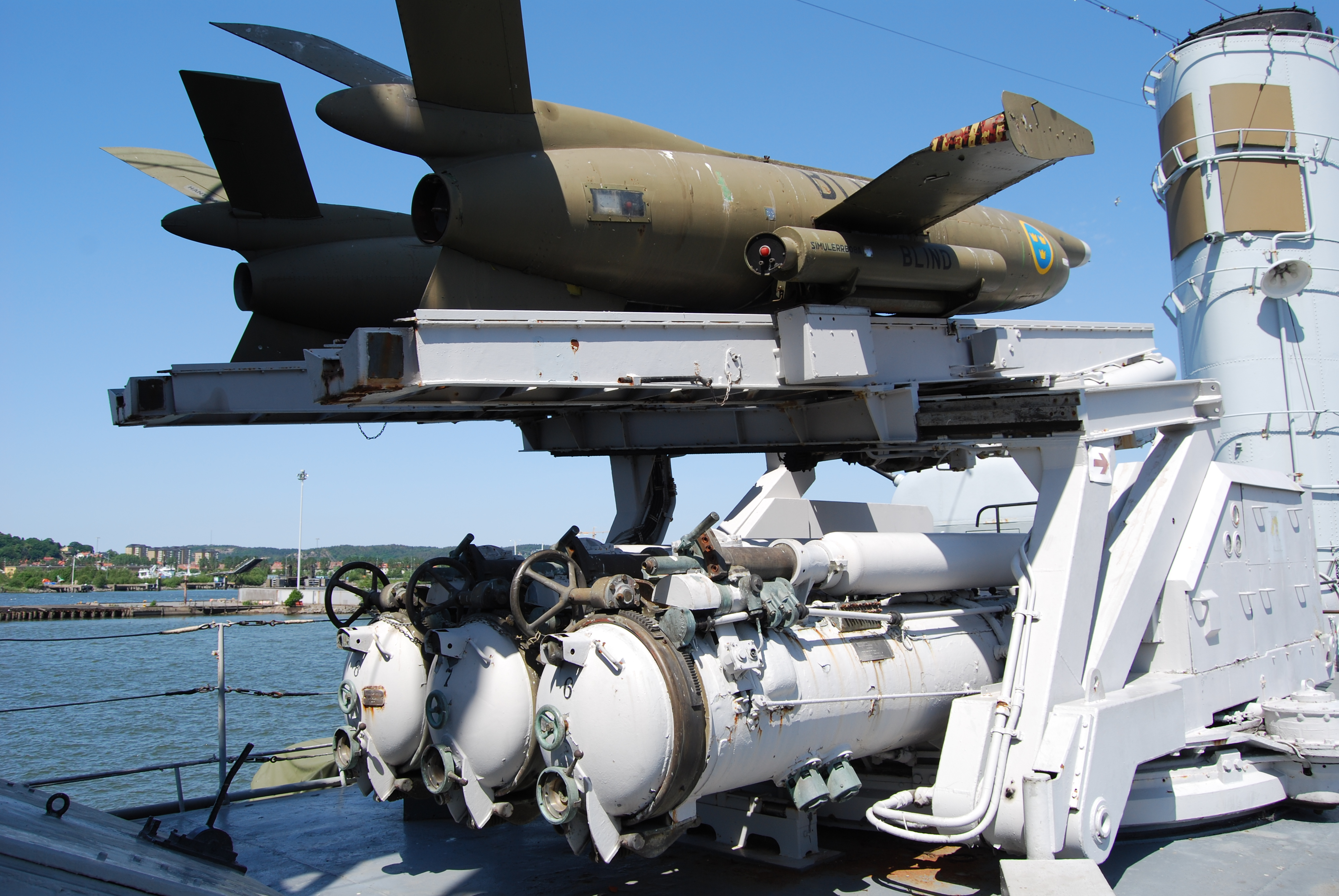
スモーランド後部のRB 08と3連装533mm魚雷発射管
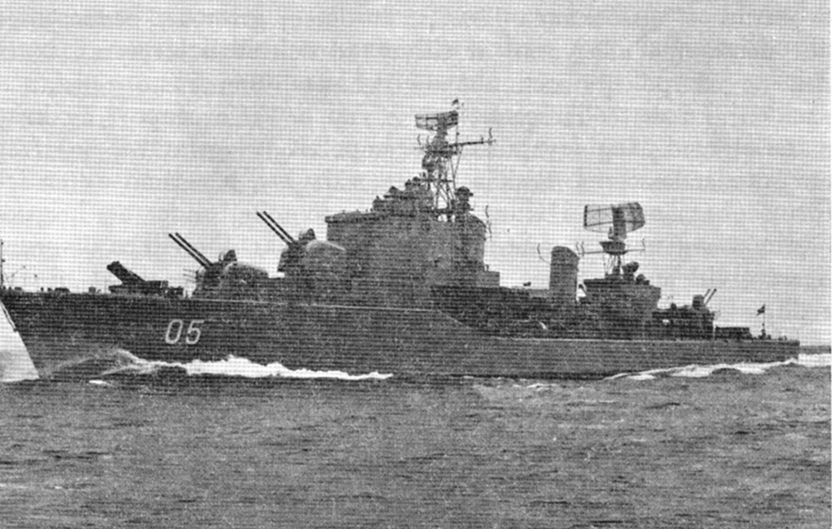
コロンビア海軍の「ベインテ・デ・フリオ」